# Shah Jahan
Shah Jahan (dvs. Verdens konge – egl. navn Khurram), (5. januar 1592 – 22. januar 1666) var en indisk stormogul i perioden 1627-1658.
Shah Jahan virkede tidligt som provinsguvernør og general for faderen Jahangir og udmærkede sig i begge henseender. På grund af intriger fra stedmoderen Nur Jahan (hvis broder var hans svigerfader) så han sine tronfølgerchancer truet og rejste to gange oprør mod faderen. Efter dennes død nedkæmpede han 1627-1628 hensynsløst alle rivaler og blev enehersker. 
I ydre forhold blev Shah Jahans regering i mange henseender en storhedstid for mogulriget. Han synes at have været en handlekraftig, udadvendt og hårdhændet regent som lagde stor vægt på sin magt og værdighed. Erobringspolitikken over for de endnu uafhængige indiske fyrstendømmer blev genoptaget og enkelte nye provinser (bl.a. Bijapur og Golkonda i Deccan) indlemmet eller gjort afhængige. I øvrigt førte kejseren sig frem med stort hofhold og imponerende bygningsmæssige initiativer. Den kostbare krigs- og byggepolitik førte dog også til stigende social nød og flere bondeoprør som blev slået ned. I religiøse anliggender opgav Shah Jahan delvis forgængernes tolerancepolitik og favoriserede klart islam på hinduernes bekostning. Han flyttede desuden hovedstaden tilbage til Delhi, der var et tradtitionelt muslimsk centrum.
I de senere år synes Shah Jahans handlekraft at være taget af og han selv at have koncentreret sig om hoflivet. Dette førte til stigende intriger blandt hans sønner om tronfølgen, og i en bitter borgerkrig 1657-59 blev han sommeren 1658 besejret, afsat og fængslet af sønnen Aurangzeb, som derefter tog magten. Shah Jahan tilbragte de sidste år i husarrest, forholdene her er stærkt omdiskuterede.
For eftertiden er Shah Jahan først og fremmest berømt som grundlæggeren af gravmælet Taj Mahal (opført 1631-1653 til minde om hans yndlingshustru), hvor han også selv ligger begravet. Blandt hans øvrige bygningsværker er Det Røde Fort i Delhi.